# Reserva Natural Tsolwana
Reserva Natural Tsolwana (Tsolwana Nature Reserve) é uma reserva natural na Província do Cabo Oriental na África do Sul que é gerenciado pelo Parques do Cabo Oriental.